# Calaveras County
Calaveras County je okres ve státě Kalifornie v USA. K roku 2010 zde žilo 45 578 obyvatel. Správním městem okresu je San Andreas. Sousední s okresy Tuolumne County (na jihovýchodu), Alpine County (na východu), Stanislaus County (na jihozápadu), San Joaquin County (na západu) a Amador County (na severu).